# Tomas Villum Jensen
Tomas Villum Jensen (nacido el 12 de abril de 1971) es un actor y director de cine danés. Ha aparecido en 29 películas y programas de televisión desde 1991. Protagonizó en The Boys from St. Petri, que se proyectó fuera de concurso en el Festival de Cannes en 1992.

## Filmografía
- The Boys from St. Petri (1991)
- Nattens engel (1998)
- In China They Eat Dogs (1999)
- Old Men in New Cars (2002)